# Hilda Maia Valentim
Hilda Maia Valentim, mais conhecida como Hilda Furacão (Recife, 30 de dezembro de 1930 — Buenos Aires, 29 de dezembro de 2014), foi uma famosa prostituta brasileira.
Hilda é a mulher em que o romancista mineiro Roberto Drummond se inspirou para escrever o livro Hilda Furacão em 1991, grande sucesso de vendas, logo após a exibição da minissérie global homônima.

## Biografia
Nascida no início da década de 1930 na cidade do Recife, migrou, muito pequena e com a família, para a capital mineira. Na juventude, tornou-se famosa, em seu meio, como a prostituta "Hilda Furacão", apelido derivado de sua reputação de mulher de temperamento impulsivo e da tendência a se envolver em brigas e altercações com clientes e colegas.
Frequentando a zona boêmia de Belo Horizonte, mais precisamente no Hotel Maravilhoso, na rua Guaicurus, conheceu Paulo Valentim, então jogador do Atlético Mineiro, com quem veio a se casar, no final da década de 1950, transformando-se assim na senhora Hilda Maia Valentim. Com Paulo, morou em Buenos Aires, São Paulo e na Cidade do México, sempre acompanhando o marido, que jogou no Boca Juniors, no São Paulo e no Atlante. Após a aposentadoria de Paulo, como jogador, o casal fixou residência em Buenos Aires, onde ele se tornara um ídolo da torcida do Boca.
Em 1972, Valentim após anos de jogatina e alcoolismo, levou a família à decadência. O casal se mudou para o México, onde Hilda tinha que trabalhar como faxineira e costureira para sustentar a casa.
Paulo faleceu em 1984. Após a morte do filho Ulisses, a mulher que fora a primeira-dama da "zona" mineira e da torcida do Boca Juniors foi morar em um asilo no bairro de Barracas, em Buenos Aires.

### Morte
Hilda morreu em 29 de dezembro de 2014, véspera de seu aniversário de 84 anos. Ela sofria de problemas respiratórios e renais, segundo a assistente social do asilo em que viveu seus últimos dias.